# Il cacciatore di androidi
Ma gli androidi sognano pecore elettriche? (in originale Do Androids Dream of Electric Sheep?) è un romanzo distopico fantascientifico dello scrittore statunitense Philip K. Dick, pubblicato nel 1968. È ambientato in una San Francisco post-apocalittica, dove la vita sulla Terra è stata gravemente compromessa da una guerra nucleare globale. La trama principale segue Rick Deckard, un cacciatore di taglie che deve "ritirare" (ovvero uccidere) sei androidi modello Nexus-6 fuggiti, mentre una trama secondaria segue John Isidore, un uomo dal QI al di sotto della media che aiuta gli androidi fuggitivi.
Il libro servì come base per il film Blade Runner, del 1982, diretto da Ridley Scott; sebbene alcuni aspetti del romanzo siano stati modificati, molti elementi e temi sono stati utilizzati nel sequel del film, Blade Runner 2049, uscito nel 2017.
Infarcito dei temi tipici dello scrittore statunitense (cos'è reale e cosa non lo è, cosa è umano e cosa no, le droghe, la repressione poliziesca, le difficili relazioni con le donne, i simulacri), da taluni critici è ritenuto inferiore a capolavori quali Ubik o La svastica sul sole, mentre altri critici lo ritengono da inserire a pieno titolo nel novero delle opere maggiori.
Fu candidato al Premio Nebula per il miglior romanzo nel 1969.

## Trama
In un 1992, futuribile anno in cui la Terra è stata stravolta da una guerra nucleare che l'ha ridotta a un desolato pianeta post-apocalittico nel quale gran parte degli esseri umani sono migrati nelle colonie extramondo e la maggioranza delle specie animali si sono estinte, Rick Deckard è un cacciatore di taglie che vive con sua moglie Iran a San Francisco.
L'intera metà settentrionale della California è sotto il governo dell'anziano cacciatore di taglie Dave Holden. Deckard ha pochi contatti con lui, poiché spesso assume qualche incarico che Holden non ha voglia o tempo di eseguire.
Un giorno Deckard viene a sapere che Holden è stato ricoverato in ospedale in seguito ad uno scontro con uno degli otto androidi del tipo Nexus 6 fuggiti dalla colonia extramondo di Marte. Due di questi sono stati eliminati da Holden, ma i restanti sono ancora a piede libero. Deckard è quindi incaricato di trovare i sei replicanti in fuga ed eliminarli. Egli accetta l'incarico per dare un senso alla sua vita e combattere la noia della sua esistenza, travagliata da una recente depressione causata da una malattia che ha colpito sua moglie Iran e per superare lo stigma sociale che lo affligge per non essere in grado di possedere un animale domestico vivente.
A causa dell'estinzione di quasi tutti gli animali, infatti Deckard possiede solo una pecora robotica malfunzionante, mentre altri fortunati sono proprietari di un animale vivente, come il suo vicino di casa Barbour, che possiede una vera cavalla incinta e che pianifica di donare il puledro a Deckard.
A bordo della sua auto volante, Deckard si reca alle Rosen Industries a Seattle per somministrare il test di riconoscimento dei replicanti. Qui conosce Rachael Rosen, la nipote di Eldon, il capo dell'azienda. Deckard la sottopone al test e sorprendentemente la giovane non lo supera. Eldon però spiega a Deckard che Rachael è certamente un essere umano ma ha subito un trauma infantile che ha alterato il risultato del test. Infatti la donna è stata cresciuta dai genitori in una nave che cercava di raggiungere e colonizzare il pianeta Proxina.
Rachael tenta di corrompere Deckard offrendogli in dono un autentico gufo vivente, ma durante questa conversazione Deckard scopre che Rachael è effettivamente una replicante di tipologia Nexus 6 e che la Rosen Industries cerca di falsificare il test di riconoscimento.
Inizialmente sembra che Rachael abbia ricordi impiantati e che non si renda conto di non essere umana, ma in seguito diventa chiaro che si tratta di uno stratagemma e che lei conosce la propria origine ed è utilizzata dalla società per proteggere gli altri androidi dai cacciatori di taglie attraverso dei favori sessuali.
In seguito Deckard, dopo avere ucciso un contatto della polizia Sovietico che si rivela uno dei replicanti in fuga, si prepara ad eliminare una cantante lirica replicante. Quando Deckard la incontra dietro le quinte per sottoporla al test, la replicante chiama la polizia, facendolo arrestare. Deckard viene condotto a una stazione di polizia che non riconosce, pieno di supervisori che non ha mai incontrato prima. Un agente chiamato Garland accusa Deckard di essere un replicante con ricordi innestati. Dopo una serie di rivelazioni misteriose, Deckard inizia a riflettere sulla moralità del suo lavoro, ponendosi dubbi filosofici sull'intelligenza artificiale, l'empatia e cosa significhi essere un umano.
Garland si prepara a uccidere Deckard e gli rivela che l'intera centrale di polizia è una messa in scena, e che sia lui che Phil Resch, il cacciatore di taglie del loro dipartimento, sono replicanti. Phil però spara a Garland in testa e aiuta Deckard a scappare, tornando dalla cantante lirica che Phil uccide a sangue freddo quando ella gli mette il dubbio di essere lui stesso un androide. Desiderosi di sapere la verità, sia Phil che Deckard si sottopongono al test, e Phil rivela di essere un umano, anche se particolarmente spietato, mentre Deckard riceve la conferma di non essere un replicante, ma di nutrire compassione per alcuni di essi. Phil gli consiglia che avere un rapporto sessuale con un replicante può aiutarlo ad andare avanti, come è successo a lui.
La strada di Deckard si intreccia con quella di J.R. Isidore, uno "speciale" dal basso quoziente intellettivo, causato dalle continue piogge radioattive che danneggiano l'ambiente terrestre, e dalla vita solitaria.
Pris Stratton, una replicante Nexus 6, identica a Rachael, si trasferisce nell'appartamento di Isidore con i replicanti che pianificano di tendere una trappola al cacciatore di taglie. Isidore è entusiasta di avere compagnia, ma rimane scioccato quando i replicanti torturano e uccidono un esemplare raro di ragno che egli aveva trovato.
Intanto Deckard, dopo avere avuto una visione del profeta empatico Wilbur Mercer che gli impone di continuare nonostante l'immoralità della caccia agli androidi, decide di reclutare Rachael per farsi aiutare ma la giovane usa il suo fascino per distrarlo dal suo lavoro. Alla fine Deckard e Rachael hanno un rapporto sessuale, e il cacciatore confessa il suo amore per Rachael, che gli rivela di aver avuto rapporti sessuali con numerosi cacciatori di taglie e, con l'eccezione di Phil Resch, di averli dissuasi dai loro obiettivi. Deckard è tentato di eliminare Rachael, ma poi le dice di tornarsene alla Rosen Industries.
Deckard infine fronteggia da solo i replicanti, riuscendo a sconfiggerli tutti. Isidore impazzisce per la perdita degli unici amici che aveva mai avuto.
Quando Deckard torna a casa, Iran disperata lo informa che Rachael è venuta di passaggio per uccidere, buttandola dal tetto del palazzo, la sua capra vivente, l'animale domestico autentico che le aveva comprato con i soldi della taglia.
Mentre percorre il deserto dell'Oregon per meditare, Deckard sale su per una collina e viene colpito da dei sassi che cadono, realizzando che è simile al martirio di Mercer, e infine trova un rospo, un animale creduto estinto e se lo porta a casa. Iran scoprirà che anche l'anfibio è sintetico e Deckard seppur infelice sarà contento almeno di saperlo.

## Trasposizione cinematografica
Il libro ha goduto di un'immensa popolarità a seguito del successo della pellicola che ne è stata tratta, Blade Runner di Ridley Scott, considerato uno dei migliori capolavori di sempre del cinema di fantascienza. Le due storie presentano però notevoli differenze. Lo scrittore morì poco prima dell'uscita del film e poté vedere soltanto una proiezione privata composta da alcuni spezzoni di lavorazione. Inizialmente molto scettico sull'intera operazione, dato che la sua opera veniva di fatto stravolta, fu in seguito uno dei maggiori sostenitori del film, che è dedicato alla sua memoria. In particolare Dick rimase molto colpito dal set cinematografico, che a suo dire era stato costruito esattamente come lui aveva immaginato l'ambientazione del romanzo, benché al sovraffollamento caotico della città di una Los Angeles futura del film si contrapponga nel romanzo una forte sensazione di vuoto, di silenzio insopportabile, di solitudine.
Deckard diventa nel film un duro detective stile Marlowe o Sam Spade, mentre nel romanzo è un uomo sposato con una moglie depressa, che deve portare a casa lo stipendio, un personaggio molto più grigio. Nel film sono continui i riferimenti al genere hard-boiled californiano di Raymond Chandler: oltre a Deckard, versione fantascientifica di Marlowe, c'è Rachael come dark lady, la polizia corrotta, l'underworld di gente dedita a traffici di ogni sorta.
Pellicola e romanzo si differenziano inoltre per il carattere problematico del film rispetto alla natura degli androidi: laddove nella pellicola si è portati quasi a solidarizzare nei confronti degli esseri artificiali, nel libro essi appaiono freddi, calcolatori e del tutto privi di qualsiasi sentimento. Rachael, in particolare, che nel film è una figura fortemente romantica, nel romanzo è invece un personaggio quantomeno ambivalente o negativo (come del resto quasi tutte le coprotagoniste femminili della narrativa di Dick), con cui il protagonista Deckard ha solo una squallida storia. Nella versione "Director's Cut" del film viene addirittura adombrata la natura di replicante inconsapevole di Deckard.

## Trasposizione radiofonica
Con il titolo e le musiche del film Blade Runner, il romanzo di Philip K. Dick viene trasposto in un radiodramma di quindici puntate, trasmesso da Radio Due Rai nel 2006. L'impatto sul pubblico suscitato soprattutto dal film ha spinto la radio nazionale a inserire il genere fantascientifico nella fascia oraria mattutina, tradizionalmente dedicata alle famiglie.

## Temi

### Uomo e androide
Il tema più significativo del romanzo è la difficoltà di discernere tra essere umano e androide, ma non nel senso che potrebbe suggerire una lettura superficiale. Difatti nel romanzo gli androidi sono macchine disumane, macchine senzienti, ma senza l'empatia che li qualificherebbe come uomini. Per questo, nonostante la loro intelligenza sia superiore a quella di molti fra gli uomini, possono soltanto simulare la natura umana. Sono invece gli esseri umani che perdono l'umanità fino ad assomigliare agli androidi; sono infatti gli uomini che, grazie ad una speciale macchina (il modulatore di umore Penfield), possono decidere quali sentimenti provare, divenendo "macchine" a loro volta. E sempre gli uomini, per dimostrare di essere superiori agli androidi, di essere vivi, ricorrono ad un altro strumento, la macchina empatica.
Inoltre Deckard, come gli altri cacciatori di androidi, deve essere pronto a uccidere gli androidi, ma per far questo deve essere pronto a sopprimere i propri sentimenti di empatia verso creature che sembrano umane. Uccidere snatura l'umanità del protagonista, e non ha importanza il sapere di star uccidendo creature non-umane.
Il punto emblematico di questo aspetto è nel momento del romanzo in cui il protagonista incontra un androide, che si spaccia per umano che ha vissuto sempre in un ambiente inumano, asettico; quindi dal test risulta essere un androide. Solo un'ultima domanda svela la vera natura del soggetto, non perché la risposta sia sbagliata, ma perché la reazione è troppo lenta. L'umanità è in un battito di ciglia.
È questo, secondo alcuni, l'aspetto più terribile del romanzo: non sono gli androidi ad assomigliare agli uomini, ma gli uomini ad assomigliare agli androidi.

### L'unico soggetto
Nel romanzo è possibile identificare un altro significato di natura filosofica.
Uno dei problemi fondamentali della filosofia è stato infatti quello del rapporto tra il soggetto e l'oggetto che nasce quando il primo pensatore si chiede che cosa sia il mondo che lo circonda con i suoi oggetti diversi da lui. Per questo problematico rapporto anche gli altri soggetti sono, dal punto di vista del soggetto, degli oggetti che si presumono siano soggetti, ma sulla cui natura non si ha piena certezza. Chi è l'altro? Prova davvero i miei stessi sentimenti, ha i miei stessi pensieri? L'universo che percepisce è come il mio? Il mondo interiore che mi caratterizza come soggetto appartiene a me e soltanto a me? Cosa si agita veramente nell'involucro dell'altro presunto soggetto-oggetto?
Sono certo di me stesso perché il mio pensiero me lo conferma, non si può dubitare di sé stessi, ma chi mi sta di fronte è un soggetto come me o piuttosto un cyborg? Il cogito ergo sum di Cartesio non basta più ad avere certezza di sé stessi.
Il replicante, anche se non è umano, ha consapevolezza della sua esistenza e dunque della sua morte, tanto che Roy tenta di respingerla. Così, la certezza di Cartesio rappresentata dal "penso dunque sono" s'applica certamente ai replicanti più evoluti, i più vicini alla natura umana. D'altronde lo stesso nome Rick Deckard evoca quello di René Descartes (cioè Cartesio).
Se poi quello che si ritiene un perfetto automa non si differenzia sostanzialmente dall'uomo, perché non amarlo? Che cosa distingue l'uomo vero dall'androide? Anche lui possiede sentimenti, anche lui può piangere, anche lui ha ricordi, magari prefabbricati ma che egli crede suoi. Questo è il dramma dei cyborg: scoprire di essere un oggetto. Ma in fondo è anche il dramma kafkiano del cacciatore d'androidi: solo con sé stesso, chiuso nella sua soggettività, unico soggetto in tutto l'universo, eppure anche lui oggetto, probabile androide per gli altri. Gli androidi devono essere uccisi altrimenti l'uomo dubita di sé stesso.

## Edizioni
- (EN) Do Androids Dream of Electric Sheep?, New York, Doubleday and Company, 1968.
- Il cacciatore di androidi, collana Galassia nº 152, traduzione di Maria Teresa Guasti, Piacenza, Casa Editrice La Tribuna, 1971.
- Cacciatore di androidi, collana Cosmo Serie Oro. Classici della Narrativa di Fantascienza n° 78, traduzione di M.T. Guasti, Milano, Editrice Nord, giugno 1986, ISBN 88-429-0375-2. - Trezzano sul Naviglio, Euroclub, 1987; Collana Narrativa Nord nº 47, Editrice Nord, 1995.
- Blade Runner, collana Economica Tascabile n° 47, traduzione di Riccardo Duranti, Roma, Fanucci Editore, 1996, ISBN 88-347-0544-0.
- Ma gli androidi sognano pecore elettriche?, a cura di Carlo Pagetti, collana Collezione Dick n° 1, traduzione di Riccardo Duranti, Introduzione e Bibliografia di C. Pagetti, Postfazione di Gabriele Frasca, Roma, Fanucci, aprile 2000, 2004, ISBN 88-347-0736-2. - Collana Tascabili Immaginario Extra n.15, Fanucci, 2006; Collezione Philip Dick n.1. Ed. speciale per il 25° anniversario (1982-2007), Fanucci, 2007; in Visioni dal futuro, Fanucci, 2004.
- Blade Runner, a cura di Carlo Pagetti, collana Tascabili Immaginario Extra n°21, traduzione di Riccardo Duranti, Introduzione e Bibliografia di C. Pagetti, Postfazione di G. Frasca, Roma, Fanucci Editore, 2008, 2017, ISBN 978-88-347-3430-8.[15]
- Gli androidi sognano pecore elettriche?, a cura di Emanuele Trevi, collana Oscar Moderni. Cult, traduzione di Marinella Magrì, Introduzione di Emmanuel Carrère, Milano, Mondadori, 2022, ISBN 978-88-04-73147-4.